# Boaldujohka
Boaldujohka is een rivier annex beek, die stroomt in de Zweedse  gemeente Kiruna. De rivier ontstaat in de omgeving van de berg Boalduvárri, die in het Scandinavisch Hoogland ligt. De rivier stroomt naar het westen en is drie kilometer lang. Daarna verdwijnt ze in de Rauskasrivier.
Afwatering: Boaldujohka → Rauskasrivier →  Könkämärivier →  Muonio → Torne → Botnische Golf